# サンディ (歌手)

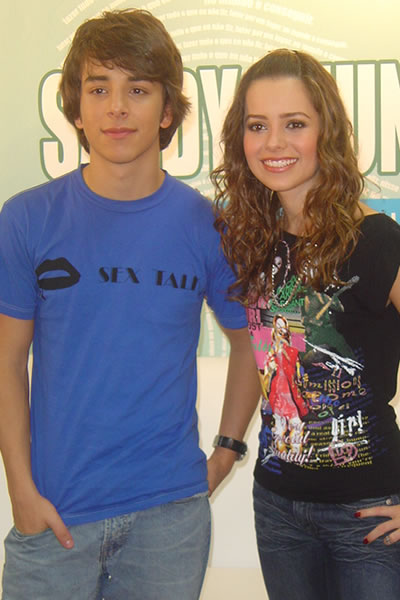
サンディ&ジュニア（2004年）

サンディ（Sandy）ことサンディ・リー・リマ（Sandy Leah Lima、1983年1月28日 - ）は、ブラジルのシンガーソングライター、女優。1990年から2007年の間、弟と一緒にサンディ&ジュニア（Sandy & Junior）として活動。2010年に、初のソロ・アルバム『Manuscrito』を、2013年にはアルバム『Sim』をリリース。ラテングラミー賞にノミネートされ、最も成功したブラジルの歌手の一人と考えられている。彼女の音楽はポップ、フォーク、ポップ・ロックであるとされている。
2004年、「アイデンティティ」ツアーを日本で行った。

## ディスコグラフィ

### アルバム
- Manuscrito (2010年)
- Manuscrito Ao Vivo (2011年)
- Sim (2013年)
- Meu Canto (2016年)
- Nós, Voz, Eles (2018年)

### 映像作品
- Manuscrito Ao Vivo (2011年)
- Meu Canto (2016年)
- Nós, Voz, Eles (2018年)

### サンディ&ジュニア
- Aniversário do Tatu (1991年)
- Sábado à Noite (1992年)
- Tô Ligado em Você (1993年)
- Pra Dançar Com Você (1994年)
- Você é D+ (1995年)
- Dig-Dig-Joy (1996年)
- Sonho Azul (1997年)
- As Quatro Estações (1999年)
- Sandy & Junior (2001年)
- Internacional (2002年)
- Identidade (2003年)
- Sandy & Junior (2006年)